# 兄弟団 (正教会)

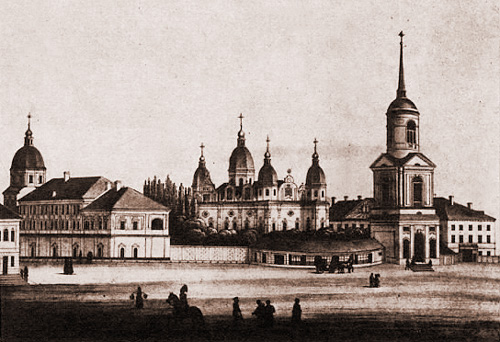
キエフの兄弟団の修道院と学校(後のキエフ・モヒーラ・アカデミー)

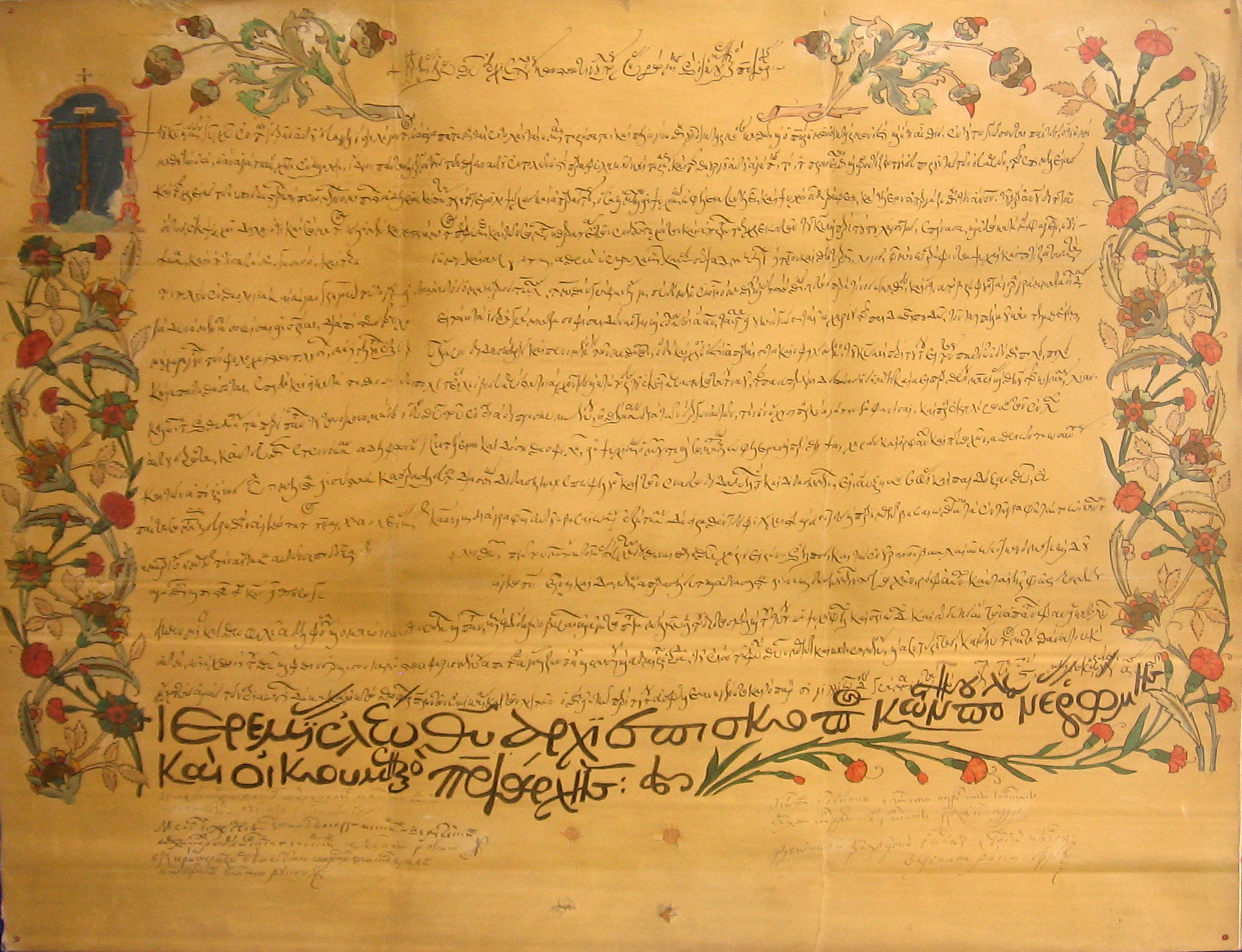
アンティオキア総主教からリヴィヴの兄弟団への書簡

兄弟団 (ウクライナ語: братства, "友愛団")は、15世紀から18世紀のルテニアにおける俗人正教徒による連帯組織をいう。

## 概要
当時ポーランド・リトアニア連合王国の統治下にあったルテニア地域で、キエフ、リヴィヴ、ヴィリニュス、ヴィーツェプスク、ミンスク、ルーツィクといった大都市を中心に様々な都市で結成され、地域の正教の教会と密接な関係を持っていた。中世西ヨーロッパで組織されたフラタニティやギルドに相当する。
兄弟団のルーツは1159年のイパーチー年代記に記されているように、キエフ・ルーシにおけるBratchynyにさかのぼる。その後、15世紀半ばの連合王国統治下のルテニアで兄弟団が登場した。記録上最古のものは1463年に記録されているリヴィヴ生神女就寝兄弟団である。各地の兄弟団はブレスト合同後、激しさを増すイエズス会や連合王国によるカトリックの改宗圧力に抵抗するために組織が整理された。兄弟団はキリル文字で書かれた本の出版や、ルテニア語による教育を行う兄弟団学校の設立などを行い、連合王国によるカトリック宣教を食い止めようとした。東欧最古の大学であるキエフ・モヒーラ・アカデミーもキエフの兄弟団の修道院の庇護下でスタートした。リヴィヴの生神女就寝兄弟団は同名のリヴィヴ生神女就寝大聖堂を再建するとともに、東部ウクライナにおけるコサックの蜂起を支援するなどの活動も行っている。正教徒の大貴族であるオストログスキ家は彼らの活動に政治的な支援を行った。 

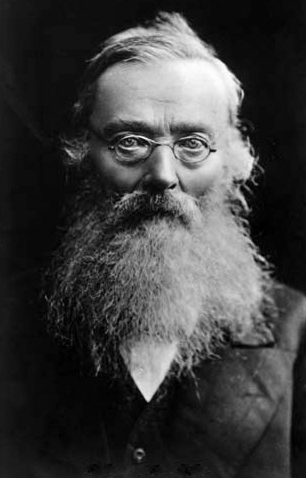
聖キリル・メフォディイ兄弟団の中心人物ミコラ・イワノヴィッチ・コスタマロフ

こうした活動は正教への圧迫の厳しかった対抗改革時代においてウクライナ、ベラルーシの文化を保存することにつながった。最終的にほとんどの兄弟団は18世紀にカトリック宣教が次第に弱体化していくのと同時に活動を終えていったが、一部は19世紀末以降にニヒリストによる「無神論プロパカンダ」に対抗するために復活した。その中でも聖キリル・メフォディイ兄弟団はその活動を通じてウクライナ人の民族意識を高め、帝政ロシア下におけるウクライナ人のアイデンティティーの再発見を促した。また、オストログスキ家の所領であったオストロフの兄弟団は、オストログスキ家の信奉者であったアントニーナ・ブルードヴァによって再建された。